# Mudaison
Mudaison este o comună în departamentul Hérault din sudul Franței. În 2009 avea o populație de 2.500 de locuitori.

## Evoluția populației
| An        | 1975 | 1982  | 1990  | 1999  | 2006  | 2009  |
| --------- | ---- | ----- | ----- | ----- | ----- | ----- |
| Populație | 741  | 1.268 | 1.845 | 2.262 | 2.452 | 2.500 |